# Orchestina sotoi
Espèce
Orchestina sotoi est une espèce d'araignées aranéomorphes de la famille des Oonopidae.

## Distribution
Cette espèce se rencontre en Équateur dans la province d'Orellana et au Brésil dans les États du Pará et d'Amazonas,.

## Description
Le mâle holotype mesure 1,03 mm.

## Étymologie
Cette espèce est nommée en l'honneur d'Eduardo Maria Soto.

## Publication originale
- Izquierdo & Ramírez, 2017 : Taxonomic revision of the jumping goblin spiders of the genus Orchestina Simon, 1882, in the Americas (Araneae: Oonopidae). Bulletin of the American Museum of Natural History, no 410, p. 1-362 (texte intégral).